# کیت چادویک
کیت چادویک (انگلیسی: Keith Chadwick؛ زادهٔ ۱۰ مارس ۱۹۵۳) بازیکن فوتبال اهل بریتانیا است.
از باشگاه‌هایی که در آن بازی کرده‌است می‌توان به باشگاه فوتبال کرو آلکساندرا، باشگاه فوتبال نانت‌ویچ و باشگاه فوتبال پورت ویل اشاره کرد.